# Waterval Boven
Waterval Boven es un pueblo pequeño situado en el filo de la escarpa en las márgenes del río Elands en una catarata de 228 metros en Mpumalanga, Sudáfrica, significando su nombre "por encima de la catarata". Es hermana de  Waterval Onder que está en la base de la escarpa, debajo de la catarata. Ambos asentamientos fueron fundados con motivo de la línea de ferrocarril Pretoria - Bahía Delagoa.
El área tiene como atracción principal el escalamiento, con aproximadamente 200 recreaciones y 400 rutas convencionales con alcance para muchos primeros ascensos. Entre sus mejores características conocidas se encuentra en el risco el "Restaurante al fin del Universo". Las Aventuras de Cuerda y Roca funciona como alojamiento para escaladores y sus dueños han producido una completa guía de ascensos en el área titulada "Su Menú para el Restaurante al final del Universo".